# Baleharjo (Sukodono)
Baleharjo is een bestuurslaag in het regentschap Sragen van de provincie Midden-Java, Indonesië. Baleharjo telt 3687 inwoners (volkstelling 2010).